# Поцелуй

Ф. Дикси. «Ромео и Джульетта». 1884. Холст, масло. Городская художественная галерея, Саутгемптон.

Поцелу́й или оскуля́ция (лат. os — рот) — прикосновение губами к кому-либо или чему-либо для выражения любви, в знак почтения, и так далее.
Определение в Малом академическом словаре русского языка: «Поцелуй — прикосновение губами к кому-, чему-л. как выражение любви, ласки, привета и т. п.»; из «Оксфордского словаря английского языка»: «Поцелуй, поцеловать — прижаться или дотронуться губами (при этом сжав губы, а потом их приоткрыв) в знак приязни и любви, или как акт почитания и благоговения; или для выражения приветствия или ласки с помощью губ».
Поцелуи могут сопровождаться объятиями. Поцелуй является темой многих произведений искусства.
Филематология — дисциплина, изучающая фундаментальные физиологические и психологические особенности человеческого поцелуя.
Поцелуй считается нормальным проявлением романтических или иных положительных чувств далеко не для всех человеческих культур, во многих он рассматривается как некомфортный или неприятный способ взаимодействия между людьми. Согласно последним научным исследованиям, поцелуи встречаются тем чаще, чем более сложно устроено общество. Действия, сходные с человеческим поцелуем, можно наблюдать у обезьян шимпанзе и бонобо.
«Первый поцелуй» — выражение симпатии или любви к другому человеку; момент, наполненный бурей эмоций.

## История
Некоторые антропологи считают, что поцелуй является инстинктивным и интуитивным, возникшим в результате таких действий, как сосание или преждевременное сосание, другие предполагают, что поцелуй возник в результате проверки здоровья потенциального партнёра посредством исследования его слюны, а третьи полагают, что это усвоенное поведение.
Вон Брайант, антрополог из Техасского университета A&M, специализирующийся на истории поцелуев, считает, что самое раннее упоминание о поведении, подобном поцелуям, происходит из Вед, санскритских писаний, которые легли в основу индуизма, буддизма и джайнизма около 3500 лет назад.
Вместе с тем, по мнению датских ученых (работа опубликована в журнале Science), упоминания интимного поцелуя впервые встречаются в древних текстах, датированных 2500 годом до нашей эры, т.е. 4500 лет назад, что открылось при тщательном исследовании древних манускриптов из Месопотамии.

## Как выражение эмоций

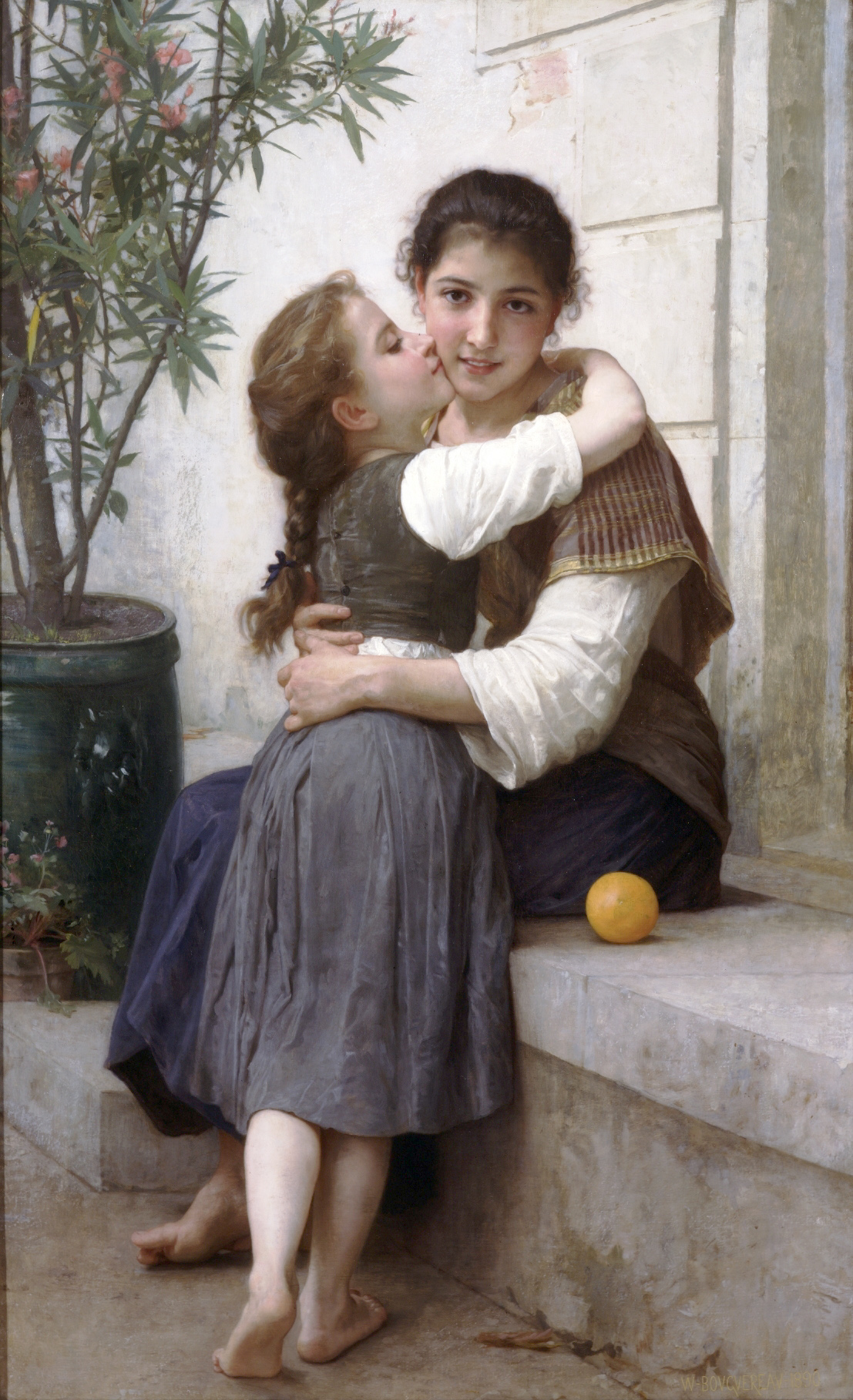
В. Бугро. «Маленькая подлиза». 1890. Холст, масло. Частное собрание.

Поцелуй — один из способов выражения человеческих эмоций. В зависимости от контекста и деталей исполнения может выражать широкий спектр чувств.

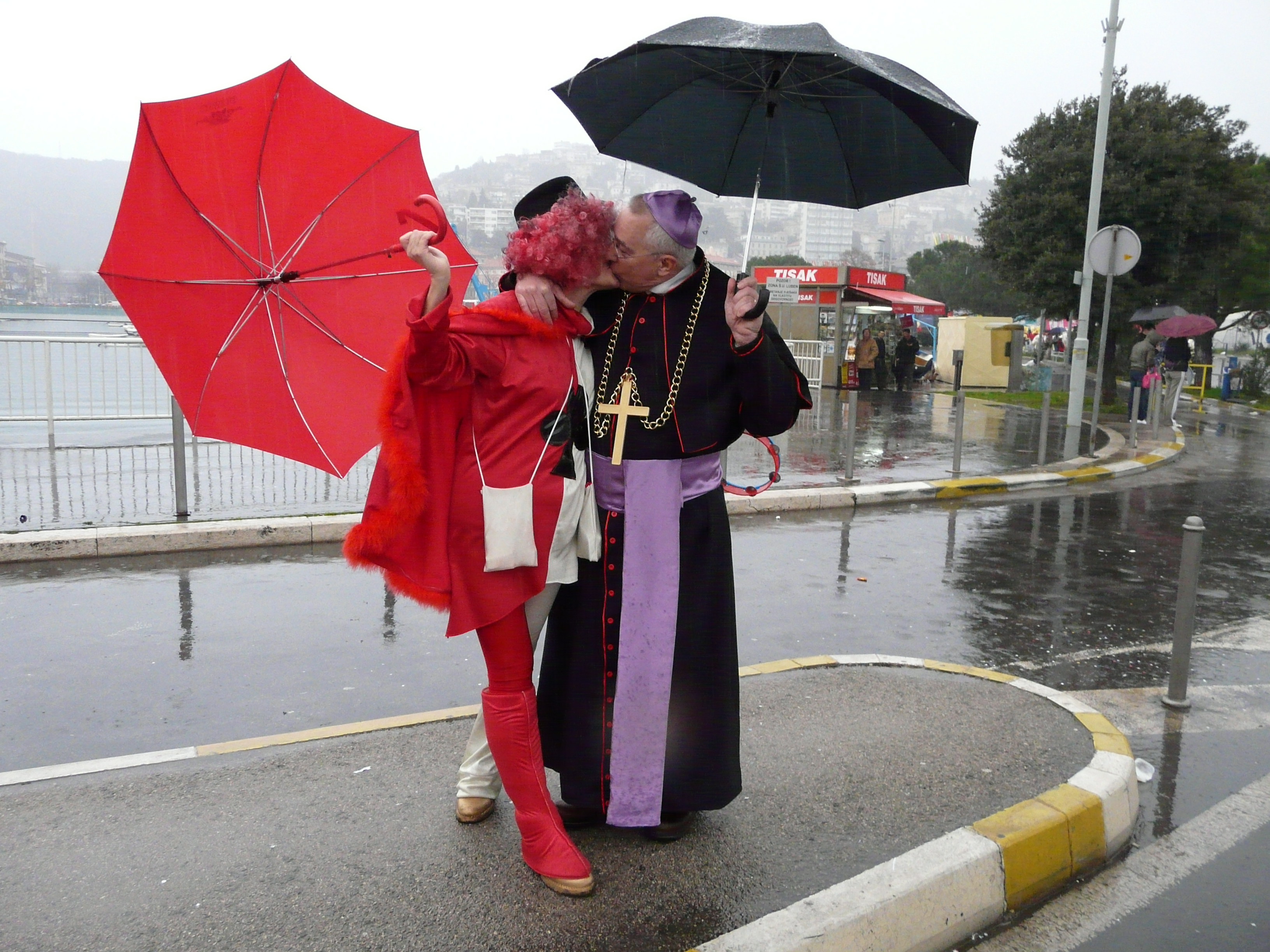
Поцелуй двух персонажей карнавала в Риеке — «кардинала» и Дамы треф (2008 год)

В общем случае поцелуй выражает положительные чувства человека, наиболее часто чувство любви. Поцелуй может быть искренним и неискренним. Наиболее известный неискренний поцелуй в христианской культуре — это «поцелуй Иуды», происходящий из текста Библии и ставший идиомой («Иудин поцелуй»), выражающей высшую степень коварства человека. Согласно евангельской истории, Иуда Искариот, один из учеников Иисуса Христа, предал его и указал на него страже, поприветствовав поцелуем.
Эмоциональные поцелуи могут быть между двумя людьми, также поцелуй может быть обращён на свою часть тела, на животное и на неодушевлённые предметы. Каждый из этих видов поцелуев отражает особый эмоциональный оттенок. Так, целование земли может выражать радость по поводу долгожданного прибытия в новую местность или в места, в которых человек долго отсутствовал. Поцелуй родной земли или знамени государства может выражать любовь к Родине и верность ей. Целование оружия символизирует верность воинскому долгу.
По характеру выражаемых ими чувств, можно выделить следующие виды поцелуев:
- Любовный поцелуй — выражающий чувства любви и страсти между возлюбленными. Любовные поцелуи, которые не только выражают эмоции, но и возбуждают влюблённых, можно условно разделить на нежные и страстные.

- Нежные поцелуи — поцелуи в губы или другие части тела, характеризующиеся коротким временем прикосновения.
- Страстные — напротив, продолжаются длительное время. Осуществляются, чаще всего, в губы. При страстном поцелуе двух людей губами — рот может приоткрываться, что позволяет добавлять к прикосновению губ прикосновения языком (французский поцелуй), прикусывание зубами. Лёгкое покусывание в качестве поцелуя может производиться и в другие части тела, обычно в шею, мочку уха, реже в интимные части тела. Страстные поцелуи на виду у людей часто осуждаются обществом.

- Дружеский поцелуй — выражающий чувства дружбы и привязанности к другому человеку. Чаще всего целуется щека человека, реже рука (обычно лицу противоположного пола). Прикосновения губ, как такового, может и не быть, важно изображение движения, обозначение поцелуя. Часто используются серии из нескольких, обычно трёх, поцелуев.

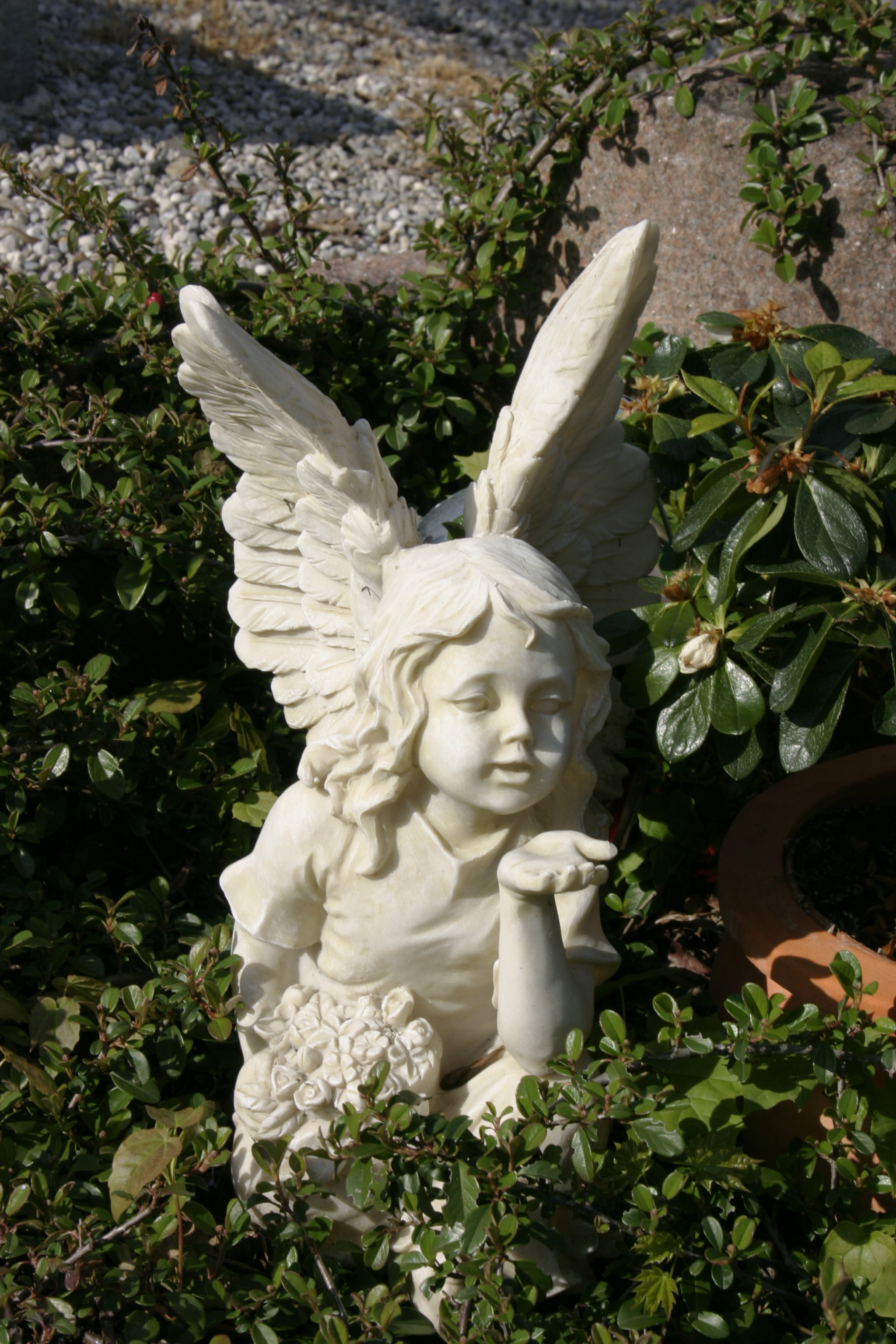
Воздушный поцелуй

- Почтительный поцелуй — выражающий отношение почтения, преклонения перед человеком или предметом. В этом случае целуют руки, возможен поцелуй в кольцо на руке. Реже ноги, что является выражением крайней степени преклонения. Целуемые предметы чаще всего являются предметом почитания не сами по себе, а в связи с их отношением к другим людям, событиям. Такой поцелуй может происходить без прикосновения губ, а только их близким поднесением к поверхности целуемой части тела или поверхности предмета.
- Умилённый поцелуй — выражает чувства умиления, радости. Чаще всего обращён на маленьких детей, животных. В этом виде поцелуя крайне редко целуются губы. Детей целуют в щёки, лоб, нос. Реже в другие части тела. Животных целуют в морду. Особенно с животными иногда в качестве такого поцелуя используется прикосновение не губами, а щекой. Поцелуи с животными могут оказаться небезопасными для здоровья.
- Отцовский/сыновний/братский/материнский/сестринский/дочерний поцелуй — выражает чувства семейной привязанности между членами семьи. Целуется лоб, макушка головы, висок, щёки; изредка — губы (почти всегда лиц противоположного пола). Им сопровождается пожелание детям спокойной ночи. Почти всегда есть прикосновение. Часто используются серии из нескольких, обычно трёх, поцелуев.
- Воздушный поцелуй — одна из разновидностей любовного или дружеского поцелуя, означающая внимание человека или лёгкий флирт. Выполняется путём целования ладони собственной руки с последующим направлением её в сторону человека, которому поцелуй предназначен. После направления ладони, целующий дует на неё, как бы стараясь передать поцелуй по воздуху, откуда его название. Иногда целующий просто изображает поцелуй губами в сторону целуемого.
- Поцелуй кончиков пальцев — жест выражающий восхищение чем-либо, одобрение, приветствие[7][8].
- Поцелуй-сма́йлик (англ. smiley — «улыбающийся») является стилизованным изображением человеческого лица с губами, сжатыми в поцелуе. Такой смайлик часто используется в текстовых сообщениях (SMS, e-mail и др.) и изображается в виде «:-*», где последний символ символизирует губы. Многие программы автоматически отображают вместо этих символов соответствующий рисунок (его вид зависит от программы).

## Физиология поцелуя
Губы и язык, участвующие в поцелуе, являются поверхностями тела, покрытыми эпителием и обильно снабжёнными сенсорными рецепторами. Это рецепторы, реагирующие на прикосновение, температуру, которые имеются на кожной поверхности тела, а также вкусовые рецепторы. Сигналы от этих рецепторов поступают в стволовые отделы мозга через черепные нервы, а из стволовых отделов — в ядра таламуса и кору больших полушарий. Значительная часть поверхности коры мозга, на которой представлено тело (часто называемая «гомункулусом Пенфилда»), обрабатывает информацию, поступающую от языка и губ. Эта информация передаётся в отделы мозга, ответственные за эмоцию и половые реакции. О частях тела, стимуляция которых подобно губам и языку приводит к половому возбуждению, говорят как об эрогенных зонах. Поцелуй стимулирует выработку дофамина, окситоцина и серотонина. В выборочном предпочтении одних другим после поцелуя указывается на роль MHC.
Сильные поцелуи могут оставлять на теле засосы — следы в виде гематом или сыпи.

## Поцелуй в истории

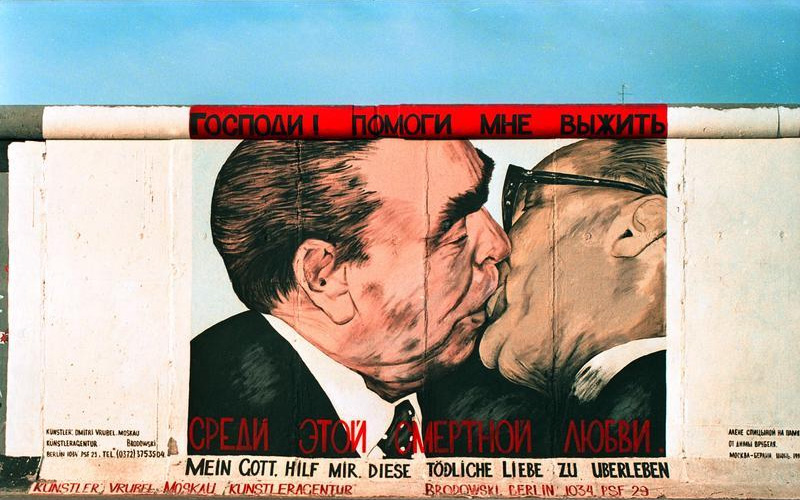
Д. В. Врубель. «Господи! Помоги мне выжить среди этой смертной любви». Граффити на Берлинской стене. 1989.

Поцелуй в истории, мифологии и религии оценивается как ритуальный жест, символический знак социальных отношений, проявления мифов и религиозных отношений.
В отличие от простого поцелуя, имеющего эмоциональную, часто романтическую окраску, эта форма проявления отношений людей носит социальные корни. В России в XVII веке появился поцелуйный обряд — чествования гостей.
Согласно исследованиям, поцелуй вообще встречается в примерно 90 % человеческих культур, тогда как романтический поцелуй — лишь в 46 %. Во многих сообществах охотников-собирателей поцелуй отсутствует как таковой.

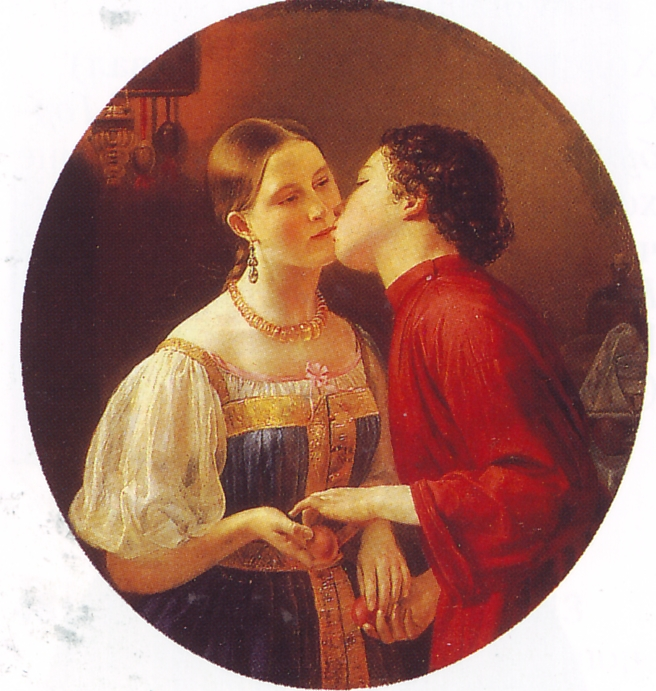
Ф. Горецкий. Христосование. 1850

Для европейских культур термин «целование» («лобзание») имеет во многом библейские корни и изначально означал приветствие. Именно в этом смысле слово употребляется в известном сюжете «поцелуй Иуды», символизирующем предательство. «Целование мира» является древнейшей частью Литургии верных, Тертуллиан называл его «запечатлением (печатью) молитвы». Троекратным поцелуем традиционно сопровождается пасхальное приветствие в православных и древневосточных церквах.
До 1528 года у католиков была традиция приветствовать друг друга поцелуем. Среди православных был распространен обычай троекратного или однократного поцелуя в щёку на Пасху. В настоящее время прихожане некоторых протестантских церквей приветствуют друг друга целованием: мужчины с мужчинами, женщины с женщинами.
В 1896 году впервые был запечатлён поцелуй в кино в 30-секундном фильме Томаса Эдисона «Поцелуй».

## Всемирный день поцелуя
Празднуется 6 июля. Всемирный день поцелуев (World Kiss Day, World Kissing Day) впервые придумали в Великобритании. Два десятка лет назад он был утверждён Организацией Объединённых Наций. Во многих городах в этот день проходят различные конкурсы поцелуев.

## Поцелуйные рекорды
- Самый долгий поцелуй: 14 февраля 2013 года пара из Таиланда установила мировой рекорд, непрерывно целуясь 58 часов 35 минут и 58 секунд[14].
- Самый выносливый целующийся: 15 сентября 1990 года на Миннесотском фестивале возрождения Альфред Вольфрам из Шакопи, штат Миннесота, поцеловал 8001 человека за 8 часов (то есть, по человеку за каждые 3,6 секунды)[15]. В 1998 году он побил рекорд, поцеловав 10 504 человека[16].
- В 2005 году был проведён очередной конкурс на самый долгий поцелуй автомобиля: победителем стал россиянин Аркадий Степанов из города Коврова, который в течение 58 часов 42 минут целовал «Порше» и выиграл его[17].
- Самый насыщенный поцелуями фильм: «Дон Жуан» (1926 год, компания «Уорнер Бразерс»). В нём насчитали 191 поцелуй. Голливудский рекорд по продолжительности поцелуя в кино установлен в 1941 году в ленте «Теперь ты в армии» (англ. «You’re in the Army Now») и принадлежало паре Реджис Туми и Джейн Уайман, которые целовались 185 секунд, то есть 4 % всей продолжительности фильма.